# Епифанов, Иван Николаевич
Иван Николаевич Епифанов (1923-1997) — старшина Рабоче-крестьянской Красной Армии, участник Великой Отечественной войны, полный кавалер ордена Славы.

## Биография
Иван Епифанов родился 18 января 1923 года в деревне Никифоровское (ныне — Рославльский район Смоленской области). Окончил десять классов школы. В начале Великой Отечественной войны участвовал в строительстве оборонительных рубежей для Красной Армии. Оказавшись в оккупации, в январе-июне 1942 года воевал в составе партизанского полка имени Сергея Лазо под командованием Василия Казубского. После освобождения в сентябре 1943 года Епифанов был призван на службу в Рабоче-крестьянскую Красную Армию. С апреля 1944 года — на фронтах Великой Отечественной войны.
К июлю 1944 года старший сержант Иван Епифанов был наводчиком самоходной установки «СУ-76» 12-й самоходно-артиллерийской бригады 69-й армии 1-го Белорусского фронта. 18 июля 1944 года во время боя за деревню Янувка Турийского района Волынской области Украинской ССР он лично уничтожил 1 артиллерийское орудие и 3 пулемёта, а 20 июля одним из первых вышел к реке Западный Буг и переправился через неё. 20-22 июля 1944 года принимал активное участие в боях за город Хелм, уничтожив 1 миномёт, 6 пулемётов, 1 тягач, 1 автомобиль, около 10 солдат и офицеров противника. 23 августа 1944 года Епифанов был награждён орденом Славы 3-й степени.
23 января 1945 года под городом Тулишкув Епифанов в составе своего экипажа доставил радиостанцию совершавшему рейд по вражеским тылам 11-му танковому корпусу. Возвращаясь в расположение своей части, он обнаружил и разгромил группу вражеских солдат. 20 февраля 1945 года Епифанов был награждён орденом Славы 2-й степени.
21 апреля 1945 года во время боя у населённого пункта Аренсдорф в 14 километрах к северо-востоку от города Фюрстенвальде Епифанов лично уничтожил 88-миллиметровое зенитное орудие, 3 пулемёта, 8 солдат и офицеров противника, но и сам получил тяжёлое ранение. 17 мая 1945 года он был вторично награждён орденом Славы 2-й степени.
Указом Президиума Верховного Совета СССР от 23 марта 1963 года в порядке перенаграждения Епифанов был награждён орденом Славы 1-й степени за номером 3781.
В 1952 году в звании старшины Епифанов был демобилизован. Проживал в селе Богданово Рославльского района Смоленской области, работал лесником. Умер 10 мая 1997 года, похоронен в Богданово.
Был также награждён орденом Отечественной войны 1-й степени и рядом медалей.